# Léon Semmeling
Léon Semmeling (4. ledna 1940 Moelingen – 14. března 2024 Lutych) byl belgický fotbalista, záložník.

## Fotbalová kariéra
Začínal v CS Visé, odkud přestoupil do Standardu Lutych, se kterým získal pět mistrovských titulů. Kariéru končil v týmu UR Namur. V Poháru mistrů evropských zemí nastoupil ve 20 utkáních a dal 2 góly, v Poháru vítězů pohárů nastoupil ve 21 utkáních a dal 2 góly, v Poháru UEFA nastoupil v 4 utkáních a ve Veletržním poháru nastoupil ve 2 utkáních. Za reprezentaci Belgie nastoupil v letech 1961–1974 ve 35 utkáních a dal 2 góly. Byl členem belgické reprezentace na Mistrovství světa ve fotbale 1970, nastoupil ve 3 utkáních a na Mistrovství Evropy ve fotbale 1972, kdy nastoupil ve 2 utkáních a získal s týmem bronzovou medaili za 3. místo.

## Ligová bilance
| Ročník                      | Zápasy | Góly | Klub            |
| --------------------------- | ------ | ---- | --------------- |
| 1. belgická liga 1959/1960  | 6      | 2    | Standard Lutych |
| 1. belgická liga 1960/19610 | 28     | 4    | Standard Lutych |
| 1. belgická liga 1961/1962  | 24     | 3    | Standard Lutych |
| 1. belgická liga 1962/1963  | 22     | 6    | Standard Lutych |
| 1. belgická liga 1963/1964  | 22     | 7    | Standard Lutych |
| 1. belgická liga 1964/1965  | 26     | 6    | Standard Lutych |
| 1. belgická liga 1965/1966  | 29     | 4    | Standard Lutych |
| 1. belgická liga 1966/1967  | 24     | 3    | Standard Lutych |
| 1. belgická liga 1967/1968  | 28     | 8    | Standard Lutych |
| 1. belgická liga 1968/1969  | 30     | 3    | Standard Lutych |
| 1. belgická liga 1969/1970  | 23     | 3    | Standard Lutych |
| 1. belgická liga 1971/1971  | 29     | 4    | Standard Lutych |
| 1. belgická liga 1971/1972  | 26     | 5    | Standard Lutych |
| 1. belgická liga 1972/1973  | 26     | 3    | Standard Lutych |
| 1. belgická liga 1973/1974  | 19     | 1    | Standard Lutych |
| CELKEM 1. belgická liga     | 362    | 62   |                 |